# Fletcher Christian
Fletcher Christian, född 25 september 1764, död 20 september 1793, var en brittisk understyrman. Han var den som ledde myteriet på Bounty och tog befälet från William Bligh.

## Biografi
Christian föddes i Cockermouth, Cumberland, England, i en välbärgad familj som ursprungligen härstammade från Isle of Man. När Christian var arton dog fadern och ynglingen gick till sjöss för att försörja familjen.
Han seglade till Jamaica två gånger med Bligh. Efter myteriet 1789 försökte han bygga en koloni på ön Tubuai men avbröt kolonisationen och seglade vidare till Tahiti där han gifte sig med Maimiti, dottern till hövdingen. På Tahiti lämnade han 16 besättningsmän. De återstående 9 myteristerna, 6 tahitiska män och 11 tahitiska kvinnor lämnade Tahiti och klev iland på Pitcairn. De tog vara på allt användbart på Bounty och Matthew Quintal satte fartyget i brand.
Livet på ön kom att präglas av våld och förtryck mot tahitierna och ledde till döden för de flesta av männen. Brittiska sjömän, som besökte ön 1814, hittade bara en myterist vid liv, John Adams som levde med 9 kvinnor. Kvinnorna hade fått barn med några av de sedermera avlidna myteristerna och dessa barn var vid liv. Adams och Maimiti hävdade att Christian hade blivit mördad under konflikterna mellan myteristerna och de tahitiska männen. Övriga hade dött under oroligheterna eller av andra anledningar.
Christian och Maimiti fick 3 barn, Thursday October Christian (född 1790), Charles Christian (född 1792) och Mary Ann Christian (född 1793). Den äldste sonen anses vara anfader till de flesta boende på Pitcairn och Norfolkön (ättlingar till Christian och Adams utvandrade till Norfolkön 1856).
Envisa rykten har länge hävdat att mordet på Christian var iscensatt och att han i själva verket lyckades ta sig tillbaka till England och the Lake District.

## Utmärkelser
Han har fått asteroiden 3265 Fletcher uppkallad efter sig.